# سید محمد رضوی شیرازی
سیدمحمد رضوی از سیاستمداران ایرانی بود، که در  دوره سوم بعنوان نماینده شیراز در مجلس شورای ملی حضور داشت.